# Jean-Baptiste Du Hamel
Pour les articles homonymes, voir Duhamel.
Jean-Baptiste Du Hamel, ou Duhamel, né le 11 juin 1624 à Vire et mort le 6 août 1706 à Paris, est un homme de sciences, philosophe et théologien français.

## Biographie
Fils de Nicolas Du Hamel, avocat à Vire, il commença ses études à Caen et termina sa philosophie à Paris. En 1642, âgé seulement de dix-huit ans, il publia une explication des Sphériques de Théodose de Tripoli, auquel il ajouta un traité de trigonométrie. L’année suivante, il entra dans la congrégation de l'Oratoire, qu’il quitta dix ans plus tard pour prendre la charge de la paroisse de Neuilly-sur-Marne. La physique était alors dépouillée de tout ce qui pouvait la rendre intéressante et ne présentait que des questions stériles et épineuses.(très excessif, la physique des Hollandais Simon Stevin,  Snellius était déjà connue  très développée pour l'époque, de même que celle de Galilée " Traité sur deux sciences nouvelles")  Du Hamel entreprit de la remettre sur un meilleur pied en publiant son Astronomie physique et Des météores et des fossiles en 1659. Il quitta ce poste en 1663 pour devenir chancelier de l’église de Bayeux.
Quand Colbert fonda l’Académie des sciences en 1666, il en nomma Du Hamel premier secrétaire, place qu’il occupa jusqu'au 9 janvier 1697.
À travers les conférences de l'Académie des sciences, il développa ses connaissances en anatomie et, lors de la réorganisation en 1699, il devient pensionnaire anatomiste, premier titulaire nommé par Louis XIV le 28 janvier 1699.
Il était professeur de philosophie grecque et latine au Collège royal lorsqu’il démissionna et fut, sur sa propre recommandation, remplacé par Fontenelle. En 1668, il accompagna le frère de Colbert, le marquis de Croissy, d’abord à Aix-la-Chapelle pour les négociations de paix et par la suite en Angleterre, où il entra en contact avec les scientifiques les plus en vue, notamment le physicien Boyle.
Dans le choix de ses opinions, Du Hamel fait preuve de la plus grande impartialité et du meilleur jugement. Son admiration pour la science empirique ne lui fait pas mépriser les spéculations de ses prédécesseurs, mais il examine et critique soigneusement les deux aspects, essaie de les réconcilier et, s’il s’en juge capable, donne sa propre opinion. Brucker, dans son histoire de la philosophie, l’appelle « vir et judicii laude clarissimus et doctrinæ copia celeberrimus ». Fontenelle loue la noblesse et l’impartialité de son caractère ; sa charité que, dit-il, il aurait trop souvent exercée pour ne pas être connu, prenant tout son soin pour se dissimuler ; son humilité, qui n’était pas seulement sur ses lèvres, mais était un sentiment qui se fondait sur la science elle-même.

## Publications
- Philosophia moralis christiana (Angers, 1652)
- Astronomia physica (Paris, 1660)
- De meteoris et fossilibus (Paris, 1659)
- De consensu veteris et novæ philosophiæ (Paris, 1663) T1  T2
- De corporum affectionibus (Paris, 1670)
- De mente humanā (Paris, 1672)
- De corpore animato (Paris, 1673)
- Philosophia vetus et nova ad usum scholae accommodata, composé sur l’ordre de Colbert comme manuel pour les collèges et souvent réédité (1678)
- Theologia speculatrix et practica juxta S. S. Patrum dogmata pertractata, et ad usum scholae accommodata (7 volumes, Paris, 1690), réédité sous forme d’un abrégé en cinq volumes pour être utilisé comme manuel dans les séminaires (Paris, 1694)
- Regiae Scientiarum Academiae historia, histoire de l’Académie des sciences, en latin (1698 ; 1701)
- Institutiones biblica; seu Scriptura; Sacrae prolegomena una cum selectis annotationibus in Pentateuchum, où sont examinées les questions de l’autorité, de l’intégrité et de l’inspiration de la Bible, la valeur du texte hébraïque et de ses traductions, le style et la méthode pour l’interprétation, la géographie et la chronologie bibliques (Paris, 1698)
- Psaumes (1701)
- Livres de Salomon (1703)
- Sapience (1703)
- Ecclésiaste (1703)
- Biblia sacra Vulgatæ editionis, avec introduction, notes, tables chronologiques, historiques et géographiques (Paris, 1705)
- HAMEL (M. DU), dans Table générale des matières contenues dans l'"Histoire" et dans les "Mémoires de l'Académie royale des sciences", par la Compagnie des libraires, Paris, 1729, tome 2, Années 1699-1710, p. 301-303 (lire en ligne)